# انفجار معدن زغال‌سنگ طبس
انفجار معدن زغال‌سنگ طبس، پر تلفات‌ ترین حادثه مربوط به معادن در ایران بود که در ۳۱ شهریور ۱۴۰۳ در یکی از کارگاه‌های شرکت زغال‌سنگ معدنجوی طبس رخ داد. این حادثه که ناشی از نشت گاز متان بود، منجر به انفجار در بلوک C این معدن شد. در زمان وقوع انفجار، بیش از ۱۷ نفر از کارگران در محل حضور داشتند. این حادثه در حدود ساعت ۲۱ به وقوع پیوست.

## شرح حادثه

### گاه‌شمار[۴]
شنبه، ۳۱ شهریور ۱۴۰۳ (۲۱:۰۰)
نشت گاز متان در یکی از کارگاه‌های شرکت زغال‌سنگ معدنجوی طبس موجب انفجار شد.
بیش از ۲۰ کارگر در این معدن مشغول به کار بودند.
شنبه، ۳۱ شهریور ۱۴۰۳ (۲۳:۰۰)
اولین تیم‌های امدادی شامل چهار تیم امداد و نجات هلال‌احمر از دیهوک، مسجدشکر، و طبس به محل حادثه اعزام شدند.
شنبه، ۳۱ شهریور ۱۴۰۳ (پس از حادثه)

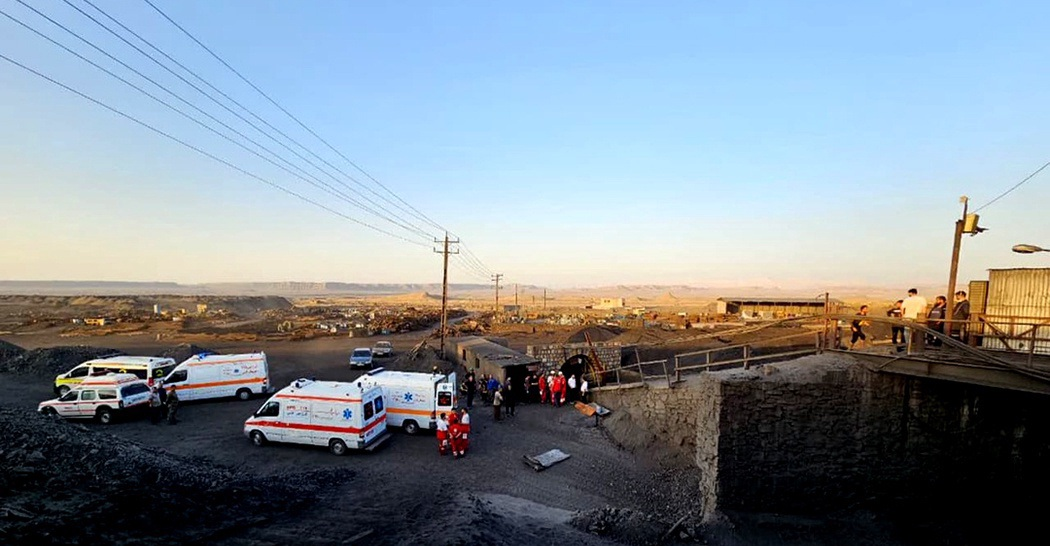
حضور کادر درمان و امدادگران در محل وقوع حادثه

مدیریت بحران خراسان‌جنوبی گزارش داد که ۱ نفر فوتی و ۱۵ نفر مجروح شده‌اند و احتمال افزایش فوتی‌ها وجود دارد.
یکشنبه، ۱ مهر ۱۴۰۳ (بامداد)
وزیر کشور طی تماس با استاندار خراسان جنوبی جویای آخرین وضعیت حادثه شد و دستور اعزام تیم‌های مدیریت بحران به منطقه را صادر کرد. رئیس‌جمهور نیز در همان روز به مسئولان دولتی دستور داد تا بررسی علت حادثه و پیگیری وضعیت مصدومان را به‌طور سریع انجام دهند.
یکشنبه، ۱ مهر ۱۴۰۳ (صبح)
آمار جانباختگان به ۱۹ نفر افزایش یافت. عملیات امدادرسانی همچنان ادامه دارد. تاکنون ۱۷ نفر مصدوم نجات یافته‌اند و ۶۹ نفر دچار حادثه شده‌اند.
یکشنبه، ۱ مهر ۱۴۰۳ (ظهر)
استاندار خراسان جنوبی گزارش داد که امدادرسانی در بلوک‌های B و C معدن ادامه دارد و تلاش برای نجات کارگران محبوس‌شده همچنان در جریان است. تعداد فوتی‌ها به ۳۰ نفر رسید و ۱۷ نفر مصدوم گزارش شده است.
یکشنبه، ۱ مهر ۱۴۰۳ (بعدازظهر)
تیم‌های امدادی همچنان در حال فعالیت برای نجات و رهاسازی کارگران معدن بودند.
یکشنبه، ۱ مهر ۱۴۰۳ (بعدازظهر)
آمار کشته‌ها به ۵۲ و مجروحان به ۲۲ نفر افزایش یافت.

## خصوصی‌سازی، ریشه مشکلات معادن کشور
علی رضا یاراحمدی بافقی عضو هیئت علمی دانشکده مهندسی معدن و متالورژی دانشگاه یزد پیرامون خصوصی‌سازی معادن می‌نویسد:
در حال حاضر بر اساس قوانین موجود اشخاص حقیقی و حقوقی می‌توانند مجوز استخراج معدنی را برای مدتی طولانی با یک طرح پی جویی یا مقدمات اکتشاف اخذ کرده و بیت المال ناشی از انفال را به نام حقوق دولتی (قیمت بر جای ماده معدنی) به میزان حدود یک صدم قیمت فروش هر تن ماده معدنی پرداخت نمایند. این در حالی است که تنها امکان کنترلی دولت کارشناسان نظام مهندسی معدن اند که توسط مدیر همین معادن حق نظارت ناچیزی دریافت می‌نمایند… با یک بررسی ساده در حوزه مدیریت معدنی دنیا متوجه می‌شویم که حتی در کشورهای اروپایی هم خصوصی‌سازی معادن به اشکال فوق انجام نگرفته است و هر کجا که دولت‌ها بعد از ایجاد زیر ساخت‌ها تصدی‌گری خود را کم کرده‌اند در عوض مکانیزم‌های کنترلی و نظارتی خود را توسعه داده‌اند؛ لذا پیشنهاد کلی این است که برای خصوصی‌سازی ابتدا می‌بایست بستر معدنکاری در حد نیاز توسط دولت فراهم گردد، معادن به نام دولت یا سازمان‌های دولتی یا مناطق معدنکاری دولتی ثبت گردد و واگذاری به شرط و با مدت اتفاق بیافتد و کنترل نیز در دوره‌های مختلف بهره‌برداری صورت گیرد.
بسیاری از کارشناسان خصوصی‌سازی را ریشه مشکلات معادن کشور می‌دادند. درحالی‌که اصل ۴۴ قانون اساسی جمهوری اسلامی ایران می‌گوید: « «بخش دولتی شامل کلیه صنایع بزرگ، صنایع مادر، بازرگانی خارجی، معادن بزرگ، بانک‌داری، بیمه، تأمین نیرو، سدها و شبکه‌های بزرگ آبرسانی، رادیو و تلویزیون، پست و تلگراف و تلفن، هواپیمایی، کشتیرانی، راه و راه‌آهن و مانند این‌ها است که به صورت مالکیت عمومی و در اختیار دولت است.» اما از دهه هشتاد با تفسیرهایی که اکبر هاشمی رفسنجانی و اطرافیانش از این اصل انجام دادن راه برای واگذاری این بخش‌ها به سرمایه داران فراهم شد. یک دهه بعد کارنامه اغلب این واگذاری‌ها با فسادهای عظیم و اعتراضات کارگری و مردمی گسترده در کشور انجامید و بسیاری از صنایع و کارخانجات نیز تعطیل شدند. در این میان معادن با واگذاری ۹۵ درصدی در صدر واگذاریها قرار دارند. در دولت سیزدهم دفتر نظارت بر معادن نیز تعطیل شد و همان نظارت حداقلی نیز از بین رفت. یک وبگاه خبری در ایران در این باره می‌نویسد: «معادن سرمایه کشور است و مالک آن همه مردم هستند. اگر بخش خصوصی توان اداره این حوزه و رعایت مقررات مربوط را ندارد باید صحنه را خالی کند تا بخش دولتی در این حوزه فعالیت کند. در آزادترین اقتصادهای دنیا، اگر در بخش خصوصی چنین فاجعه‌ای شکل بگیرد، شرکت مذکور ضمن پرداخت غرامت به دادگاه می‌رود و پرونده فعالیت او لغو می‌شود.»
بی‌توجهی برخی پیمانکاران به اصول ایمنی، به مرگ تعدادی از کارگران معادن نیز انجامیده است. در مطالعه ای پیرامون حوادث در معادن طبس آمده است: «با این حال، بسیاری از دلایلی که از سوی کارگران دربارهٔ علل وقوع حوادث کار و شرایط سخت محیط کار مطرح می‌گردد، از نظر مسئولان ایمنی معدن فاقد اهمیت بوده و به‌طور نظام مندی مشروعیت زدایی می‌گردد».
روزنامه فرهیختگان پیرامون وضعیت ایمنی معادن می‌نویسید: «براساس آخرین گزارش مرکز آمار ایران با عنوان «وضعیت بهداشت و ایمنی معادن در حال بهره‌برداری کشور طی سال‌های ۱۳۹۶ تا ۱۴۰۰» طی سال ۱۴۰۰ تنها ۲۳ درصد (۱۴۰۷ معدن) از ۶ هزار و ۲۵ معدن در کل کشور، واحد بهداشت، ایمنی و محیط‌زیست (HSE) داشته‌اند. براساس نتایج طرح آمارگیری منتشرشده از سوی مرکز آمار ایران، از ۶۰۲۵ معدن در حال بهره‌برداری کشور طی سال ۱۴۰۰ در ۲۷۰ معدن، تعداد ۱۴۰۶ حادثه شغلی اتفاق افتاده است. با بررسی تعداد وقوع حادثه در معادن دارای حادثه در سال ۱۴۰۰ ملاحظه می‌شود که معادن استخراج سنگ‌آهن، زغال‌سنگ و شن و ماسه به ترتیب با ۳۹۰، ۳۶۸ و ۱۸۷ حادثه بیشترین تعداد وقوع حادثه را به خود اختصاص داده‌اند. به‌عبارتی در معادن زغال‌سنگ به‌طور میانگین روزانه یک حادثه شغلی رخ می‌دهد.»

خبرگزاری نسیم آنلاین در گزارشی پیرامون وضعیت نا امنی معادن و ارتباط آن با سرمایه‌داری و خصوصی‌سازی می‌نویسد:
 سال‌هاست در ایران معادن در حکم قبر بالقوه عمل می‌کنند. کارگران قربانیان تکراری حوادث معادن هستند که هرچند وقت یکبار تکرار می‌شوند. اتفاقاتی که همگی به راحتی قابل پیش‌بینی و جلوگیری بودند. در ایران اکثر حوادث در معادن وابسته به بخش خصوصی اتفاق می‌افتد. به نظر در این شرکت‌ها چیزی به اسم تعهد کاری و اهمیت دادن به جان کارگر وجود ندارد. تعداد کم بازرس نسبت به تعداد کارگران فعال در کارگاه و نبود تجهیزات مناسب عملاً این بازرسی‌های دوره‌ای را بی‌فایده می‌کند. مدتی بعد از هر حادثه هم همه چیز فراموش می‌شوند.

## لابی گستردهٔ سرمایه‌داران برای افزایش قیمت زغال‌سنگ

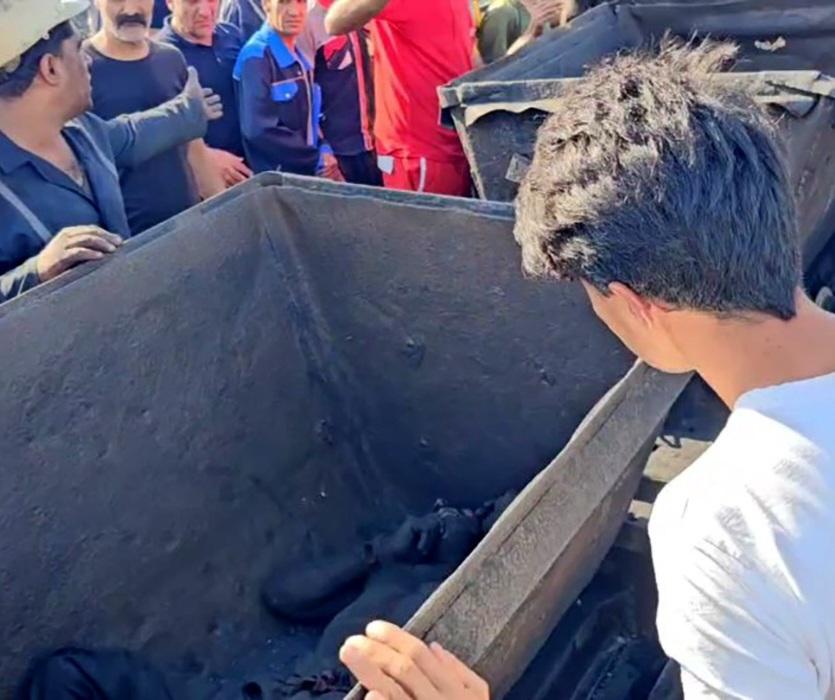
تصویری از جسد یکی از کارگران منتشر شده که پاره بودن پوتین‌اش مورد توجه رسانه‌ها قرار گرفت و میزان توجه پیمانکاران به ایمنی کارگر را نشان می‌دهد.

درحالی‌که حاشیه سود معادن زغال‌سنگ ایران تا ۵۰ درصد است و در سایر معادن زغال‌سنگ جهان بین ۲ تا ۲۰ درصد است، همزمان با رخداد این واقعه لابی گسترده و جریان رسانه‌ای قوی‌ای شکل گرفت تا ادعا کند به دلیل پایین بودن قیمت زغال‌سنگ و نظارت دولت بر روی آن کارفرمایان قادر به تأمین لوازم ایمنی برای کارگر نبوده‌اند. گفته می‌شود در کنار معادن زغال‌سنگ ایران مقادیر عظیمی گاز متان وجود دارد و تا قبل از تخلیهٔ این گاز بهره‌برداری از معادن منطقی نیست. با وجود تلاش و لابی گستردهٔ اتاق بازرگانی و سرمایه‌داران برای توجیهٔ مرگ این تعداد کارگر، سعید صدر منصوری (کارشناس ارشد حوزه ایمنی صنایع و معادن) صراحتاً بی‌کفایتی و بی‌تفاوتی پیمانکاران را عامل حوادث معادن می‌داند:
دلیل همه حوادث معدنی ما در شرق کشور هم همین موضوع بوده است. البته طبق معمول مسئولان نسبت به مرگ بیش از پنجاه نفر که در هر کجای جهان به عنوان یک فاجعه ملی از آن یاد می‌شود، واکنش شدیدی نشان نمی‌دهند. اکنون وقت آن نیست که بپرسیم چرا شیوه‌های استخراج خراب بوده یا چرا بازنگری روش‌های ایمنی و کار انجام نشده و چرا از نظر اقتصادی سرمایه‌گذاری برای واردات ابزارهای ایمنی-استخراجی به شکل بروز شده را نداشتیم. برای پاسخ به همه این سوالات دیر شده است! پیمانکارهای کوچک و بزرگ بخش خصوصی که مشخص نیست دارای اهلیت هستند، یکی از اصلی‌ترین معضلات ایمنی صنایع معدنی کشور محسوب می‌شوند. خودخواهی بسیاری از ایشان موجب می‌شود که در بسیاری از موارد تا جایی که بتوانند از هزینه‌ها کم بگذارند. برای همین شما حوادث معادن دولتی را با حوادث معادن خصوصی مقایسه کنید! وقتی کار به پیمانکاری واگذار می‌شود که کمتر از ۵ سال سابقه کار معدنی دارد و اصلاً کار را نمی‌شناسد، قطعاً شانس بروز حادثه بیشتر می‌شود. این مربوط به یک شرکت نیست و امری کلی و همه‌گیر به حساب می‌آید! استخراج معادن زغال‌سنگ همیشه با خطر انفجار گاز متان است و وجود آن طبیعی است گفت: در واقع این سیستم تهویه است که باید به شکلی هوشمند طراحی شود که با ورود و نشت گاز به محیط فوراً علاوه بر هشدار آن را مکیده و خارج کند. گاز اگر مسیر معکوس برود، سرنوشت را جور دیگری رقم می‌زند. معمولاً در اثر حفاری یکباره افراد در کارگاه گرفتار شده و مقدار زیادی گاز دریافت می‌کنند. اکنون برای همه مشخص شده که هر قدر هم توصیه‌های ایمنی را با این سطح از فناوری اجرا کنیم، باز هم ریسک انفجار و کشته شدن افراد در معادن زغالسنگ ما بسیار بالاست. شاید بنده به عنوان کارشناس ایمنی با دغدغه جان افراد ملاحظات اقتصادی را در درجه اول اولویت خود ندانم و شاید مسئولی برایش حفظ اشتغال منطقه در اولویت اول باشد. اما من فکر می‌کنم به دلیل این ریسک انفجار بسیار بالا، با این شرایط فنی در صورت ثبات وضعیت ابزارها، ادامه فعالیت‌های معدن‌های این چنینی در شرق باید ممنوع و پروژه‌های معادن زغالسنگ دشت کویر در همه استان‌های این محدوده تعطیل شود. باید شاهد تغییر نگرش حکمرانی بخش اقتصاد معدن کشور در سپردن کار به پیمانکاران بخش خصوصی باشیم. افرادی امتیازاتی می‌گیرند، وام و ارزی را به شکل ارزان دریافت می‌کنند، اما در بهترین حالت مدیریت درستی انجام نمی‌دهند. اگر لازم است تجدیدنظری در ملاک‌های واگذاری انجام شود، باید انجام بگیرد! اگر هم واگذاری میسر نیست، کار به دولت یا نهادهای بخش عمومی و. . برگردد.

یکی دیگر از منتقدان نیز پیرامون عملکرد پیمانکاران و سرمایه‌داران می‌نویسد: 
 حرفشان این است که چون قیمت‌گذاری دستوری است، سود معدن کم و صاحب معدن توان تأمین تجهیزات ایمنی برای کارگران را ندارد! در صورت صحت این ادعا باید سودآوری معادن زغال‌سنگ کشور بسیار پائین و کل درآمد صرف هزینه‌ها شود به عبارت اقتصادی باید نسبت سود خالص به درآمد یعنی حاشیه‌سود خالص معادن زغال‌سنگ به سطح نازلی سقوط کند

اما آمارهای رسمی شرکت‌ها نشان می‌دهد به عنوان مثال حاشیه سود معدن زغال‌سنگ طبس حدود ۵۰٪ است که در دوره‌هایی مثل سال ۱۳۹۹ به ۶۰٪ هم رسیده، یعنی بیش از نیمی از درآمد این معادن بعد از صرف تمام هزینه‌ها عملاً به عنوان سود خالص در حساب شرکت باقی می‌ماند. فکر می‌کنید حاشیه سود بزرگ‌ترین معادن زغال‌سنگ دنیا از چین تا آمریکا چقدر است؟ ۲٪ تا نهایتاً ۲۰٪پس مشکل معادن، موهوماتی مثل قیمت‌دستوری نیست، اتفاقاً مشکل اصلی نه تنها مداخله دولت نیست، بلکه حذف دست حکمرانی دولت است! دولت باید با برنامه‌ریزی تلاش کند که سودهای سرشار این صنایع برای توسعه صنعتی، ارتقا ایمنی و افزایش رفاه کارگران هزینه شود. مظلومیت کارگران معدن را باید در سرکوب دستمزدشان به تجویز دلال‌ها و پکیج فروش‌هایی در لباس اقتصاددان! جستجو کرد، مظلومیت کارگران معدن را باید در تقسیم سود برای توزیع میان معدودی از بورسی‌ها جستجو کرد.
در برنامه تلویزیونی ثریا از شبکه ۱ صداوسیما با حضور نمایندگان کارگری و فعالان دانشجویی واقعه انفجار معدن برررسی شد.
در این برمامه سمیه گلپور از نمایندگان کارگری از نماینده وزیر صمت که به لاپوشانی و توجیه این رویداد می‌پرداخت پرسید: «وقتی توده ۵۰۰۰۰ متر مربعی در مرحله اکتشاف تشخیص داده نمیشه اصلاً این معادن صلاحیت کار دارند؟»
برادر محمدجواد بهشتی از قربانیان معدن طبس گفت یک روز پیش از حادثه، کارگران نشست گاز را به اطلاع مدیران رساندند اما گفتند بروید و کار کنید.
سید نجیب حسینی نماینده مینودشت در مجلس نیز گفت: «با توجه به اینکه حدود هزار نفر از موکلین من در معدن زغال‌سنگ طبس کار می‌کنند، شنیده بودم که به کرات در آنجا بسیاری از مسائل ایمنی رعایت نمی‌شود. همچنین به جرئت می‌گویم که هرگونه اعتراض کارگران در آن معادن، معادل اخراج آنهاست.»
ترکی معاون دادستان کل کشور گفت: بنابر مشاهده برخی سوابق اداره کار مشخص شد برخی موارد عدم رعایت ایمنی مشهود بوده است. تذکرهایی داده شده، اما برخی از موارد عدم رعایت ایمنی اصلاح نشده است.
وی با تأکید بر این که تا زمان تکمیل تحقیقات قضایی از اعلام نظر خودداری شود، گفت: باید به جمع‌بندی قضایی برسیم. عزم دستگاه قضایی رسیدگی دقیق و قاطع به قصورهای احتمالی است.

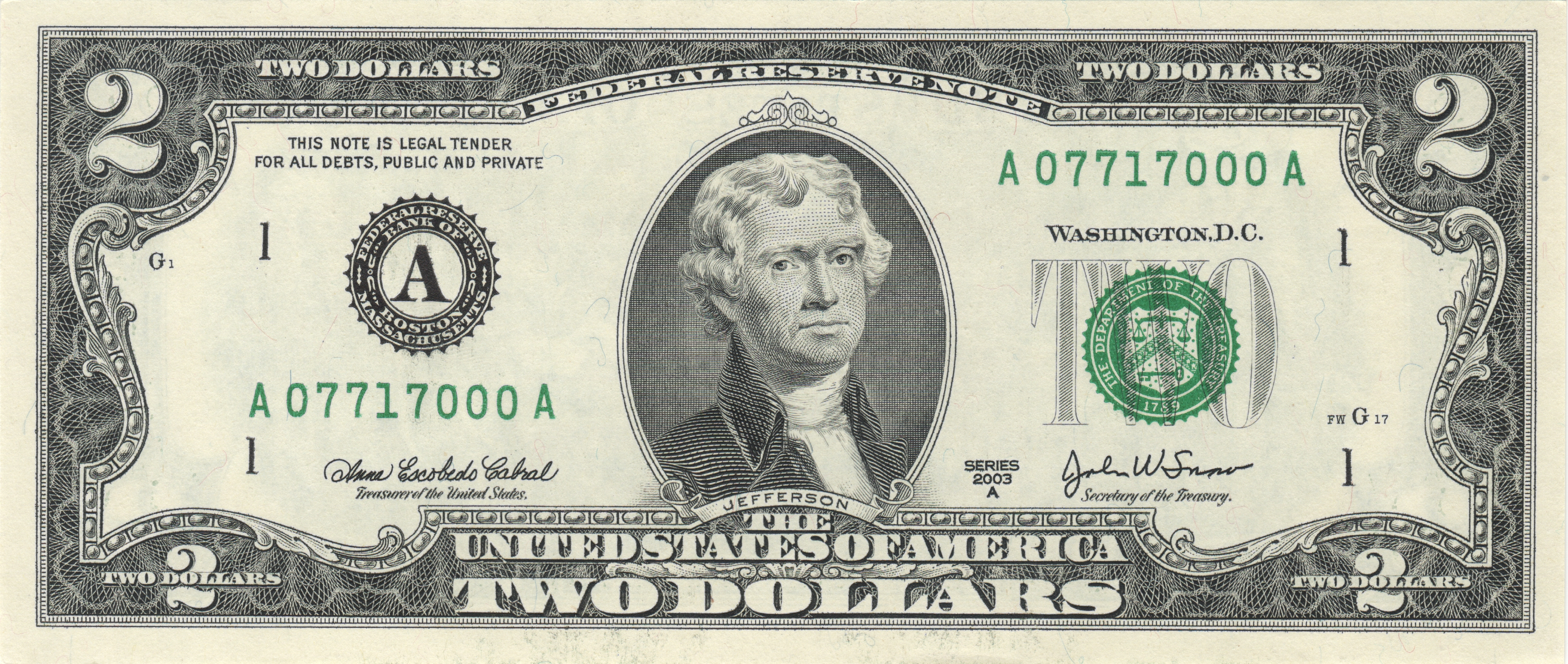
درحالی‌که دولت مردانی همچون احمد میدری و سید صولت مرتضوی وزیر کار فعلی و سابق و وزارت صمت تلاش می‌کنند حادثه‌های معادن را عادی جلوه داده و سرمایه داران را تبرئه کنند؛ کارشناسان معتقدند که اساساً پیمانکار و سرمایه‌دار و دولتمردان عامل اصلی این رویدادها هستند. دولت پس از خصوصی‌سازی معادن اهمیتی به ایمنی معادن نمی‌دهد و سرمایه داران نیز آیین‌نامه‌های ایمنی را برای سود بیشتر اجرا نمی‌کنند.

وبگاه «اقتصاد ران» نیز در مطلبی با عنوان «مرگ کارگران معدن را عادی نکنیم / آقای میدری! انفجار معدن طبس فقط یک حادثه نبود»نوشت:
آیین‌نامه ایمنی معادن در حد خطوطی روی کاغذ باقی مانده است. خطوطی که شاید می‌توانست جان چندین تن از کارگران معدن طبس را نجات دهد، اما فقدان ایمنی لازم، جان آنها را گرفت. مسوولان به جای تسلیت گفتن به خانواده‌های جان باختگان، باید در قبال چرایی رعایت نشدن نکات ایمنی پاسخگو باشند و فکری به حال وضعیت ایمنی معادن کشور کنند. این در حالی است که وقتی سال گذشته اتفاقی مشابه در معدن طزره استان سمنان رخ داده و باعث مرگ ۶ کارگر شد بسیاری از مسوولان حوزه ایمنی کشور در وزارت کار و وزارت صمت قول پیگیری و پیشگیری از این حوادث داده بودند. اما مرگ بیش از ۵۰ نفر از کارگران این معدن در طبس، نشان داد اتفاق خاصی از نظر فنی رخ نداده است… از همه اینها مهم‌تر، موضوع رسیدگی نکردن بازرسان و سلب مسوولیت دولت در قبال بررسی ایمنی معادن خصوصی است. گویا مسوولان پس از خصوصی‌سازی این معادن، دیگر مسوولیتی را متوجه خود نمی‌بینند و بررسی ایمنی معادن و نظارت بر رعایت آیین‌نامه، دیگر برایشان اهمیتی ندارد. افزایش حوادث در معادن کشور در چندین سال گذشته، گواه این موضوع است.

## مالکیت و مدیریت شرکت معدنجو
«شرکت معدنجوی طبس» شرکتی که سهامی خاص است. شرکت معدن‌جو که شرکتی سهامی خاص بوده، در سال ۱۳۴۵ تأسیس شده اما فعالیت رسمی این شرکت در سال ۱۳۷۱ کلید خورده است. معدن‌جو طبس پیش‌تر زیرمجموعه شستا بود که در دهه ۱۳۹۰ به بخش خصوصی واگذار شد. در حال حاضر که مدیر عامل، محمد مجتهدزاده، رئیس هیئت مدیره عزت‌الله قاسمی و علی شیرزاد یکتاپرست نایب‌رئیس هیئت مدیره می‌باشند.
- عزت‌الله قاسمی: او رئیس هیئت مدیره شرکت معدنجو است. قاسمی، متولد سال ۱۳۱۹ در شهرکرد، سال ۱۳۴۵ در رشته حسابداری از دانشگاه شرکت نفت فارغ‌التحصیل شد. او در سازمان تأمین اجتماعی، مسئول نگهداری دفاتر حساب‌ها بود و پس از آن، رئیس حسابداری شعبه شیراز شرکت ملی گاز ایران شد. قاسمی مدتی در نساجی مازندران رئیس حسابداری بود. پس از آن به مدیرعاملی گروه برخوردار پارس الکترونیک و کارتن البرز رسید. هر دو این شرکت‌ها از جمله شرکت‌های محمدتقی برخوردار هستند که پس از انقلاب مصادره شدند. او در شرکت‌های دیگر و بعضاً مصادره‌ای نظیر کفش بلا، سیمان سپاهان، کشت و صنعت کارون، سیماساز، ساتکاب، ملی صنایع مس ایران و صنعتی و معدنی ایران، سمت‌هایی داشته است. قاسمی هم‌اکنون علاوه بر معدنجو، در شرکت‌های معدنی دیگری نیز عضو هیئت مدیره است.[۲۴]
- علی شیرزاد یکتاپرست: او نایب رئیس هیئت مدیره است. متولد سال ۱۳۳۰ که سال ۱۳۵۳ در رشته حسابداری صنعتی از مؤسسه عالی حسابداری، لیسانس دریافت کرده است. شیرزاد یکتاپرست در مؤسسه حسابرسی داوران و حسابرسی انصار و همکاران، حسابرس و سرپرست گروه بوده است. مشاور مالی سازمان صنایع ملی و حسابرس داخلی خودروسازی سایپا از دیگر سمت‌های او بوده که مدتی هم مدیر مالی شرکت دولتی «تولید و فرآوری مواد معدنی ایران» بوده است. شیرزاد یکتاپرست علاوه بر معدنجو، در شرکت معدنی آهن آجین، تعاونی معدنی آذین و معدنی مهر آجین، رئیس هیئت مدیره و مدیرعامل بوده است. همه این شرکت‌ها از جمله شرکت‌های شاخص در زمینه استخراج و معدن هستند. او در ده‌ها شرکت دیگر نیز حضور داشته است.
- محمد مجتهدزاده:او که هم‌اکنون عضو هیئت مدیره و مدیرعامل شرکت معدنجو است، ۲۶ اردیبهشت سال ۱۳۹۷، زمانی که اتاق بازرگانی ایران، «انجمن زغال‌سنگ ایران» را تأسیس کرد، رئیس هیئت مدیره آن شد و تا سال ۱۴۰۱ در این سمت ماند. مجتهدزاده هم مثل قاسمی و شیرزاد یکتاپرست، از اواخر دهه ۶۰ و ۷۰ که سهام دولت در شرکت معدنجو واگذار شد، عضو هیئت مدیره آن است.

## روایت کارگران از معدن
یکی از کارگران که تعدادی از همکاران در حادثه جان باخته‌اند به یکی از روزنامه‌های ایران می‌گوید: «آن‌قدر در تمام این سال‌ها مرگ دیده‌ایم که باور نمی‌کنید. هنوز یک ماه نشده است. همین حدود چهار هفته پیش یک پرتاب زغال در معدن داشتیم که ۴ نفر سوختند. ۴ نفر مصدوم شدند؛ یعنی از سرتاپا سوختند، اما نمردند. هیچ‌کس از این مرگ‌ها حرف نمی‌زند. سال ۹۱، ۹ نفر جلوی چشم خودم پودر شدند. من سال ۱۳۹۵، برای کار کردن وارد یکی از معادن زغال‌سنگ طبس شدم، اما پس از ۳ سال و نیم بیرون آمدم. جایی که کار می‌کردم زیرنظر معادن اصفهان بود. معادن طبس گسترده هستند و شرکت‌های متعددی آنجا کار می‌کنند. بیشترشان خصوصی هستند و پیمانکار. شرکت معدنی که من در آن کار می‌کردم، کارد را به استخوانم رساند. در آن سال با حق بیمه و سنوات و اضافه کار فقط ۵ میلیون و ۷۰۰ می‌گرفتم. خرج یک ماه زن و بچه‌ام را نمی‌رساندم. اگر واقعیت را می‌خواستی حساب کنید اصل حقوقم ۴ میلیون می‌شد. تازه به ما دستکش و چکمه و لباس مناسب هم نمی‌دادند. سطح ایمنی در معادن مختلف فرق می‌کند. من یک شیفت رفتم معدنجو و آمدم بیرون. واقعاً از نبود ایمنی آنجا فرار کردم. بیشتر این شرکت‌های بخش خصوصی به صورت سنتی کار می‌کنند و نیمه مکانیزه هستند و امکانات اولیه را ندارند. سنسور سنجش گاز در معادن سنتی نصب نیست. فقط دستگاه‌های گازسنجی کار می‌کنند. کارگاه‌های استخراج سنتی سطح ایمنی‌شان بسیار پایین است. نیروی کافی هم ندارند. سعی می‌کنند تا جایی که امکان دارد از همه‌چیز کم بگذارند. قاسمی، ۲۳ سال سن داشت. بچه‌اش تازه به دنیا آمده و فکر کنم، ۶ و ۷ ماهه است. مختاری عزیز که آخرین روزهای خدمتش بود. ما با هم زندگی کارگری داشتیم. همین را هم از ما گرفتند… وقتی در فضای معدن انباشت گاز داریم حفره‌هایی در میان لایه‌های زغال وجود دارد که هنگام برداشت زغال این حفره‌های گازی با سرعتی باورنکردنی زغال را به بیرون پرتاب می‌کنند. اگر این زغال به هر چیزی برخورد کند آن را نابود می‌کند. می‌سوزاند. جزغاله می‌کند. با این کار سخت در طول یک‌سال ما باید حداقل بالای شش دست لباس کار بگیریم. متأسفانه کوتاهی می‌کنند. ببینید قبل از اینکه نیروی کار وارد جبهه استخراج زغال شود نخستین فردی که باید وارد شود فرد مسوول ایمنی است. این در کتاب قوانین آمده است. بعد از آن باید کارشناسان ناظر و مهندسان دیگر بروند و در صورتی که مسوول ایمنی کار را بررسی و گازسنجی را انجام داد، بعد باید کارگران وارد شوند. امام سالهاست این قوانین نادیده گرفته می‌شوند. شرکت‌ها حقوق مناسب به کارگران و بعضاً به متخصصان نمی‌دهند و می‌خواهند کار را کم‌هزینه جمع کنند. بارها دیده شده که مسوول ایمنی هم دل به کار نمی‌دهد. فقط یک سر می‌زند و می‌رود. در حالی که مسوول ایمنی باید تا آخر عملیات در معدن بماند. بهره‌برداری از منابع طبیعی سودش به جیب کارفرماها می‌رود و هیچ سودی برای کارگران و بعضاً مهندسان ندارد.»
علی مقدس زاده، رئیس کانون شورای اسلامی کار خراسان جنوبی به وزیر کار که برای دیدار به محل حادثه آمده بود می‌گوید: یک سنسور گاز متان نداریم. اگر یک سنسور گاز متان مانند معدن مرکزی داشتیم این اتفاق نمی‌افتاد. حقوق کارگران ۶ ماه دیگر در حال بسته شدن است {حداقل حقوق کارگری سال ۱۴۰۴}، خواهش می‌کنیم حقوق بر مبنای اصل ۴۱ باشد. براساس تورم. اینها می‌دانید چقدر می‌گرفتند (کارگران معدن طبس)؟ ۱۲ میلیون تومان.

## عملکرد ارگان‌های دولتی

### وزارت صمت

#### انحلال دفتر نظارت بر معادن

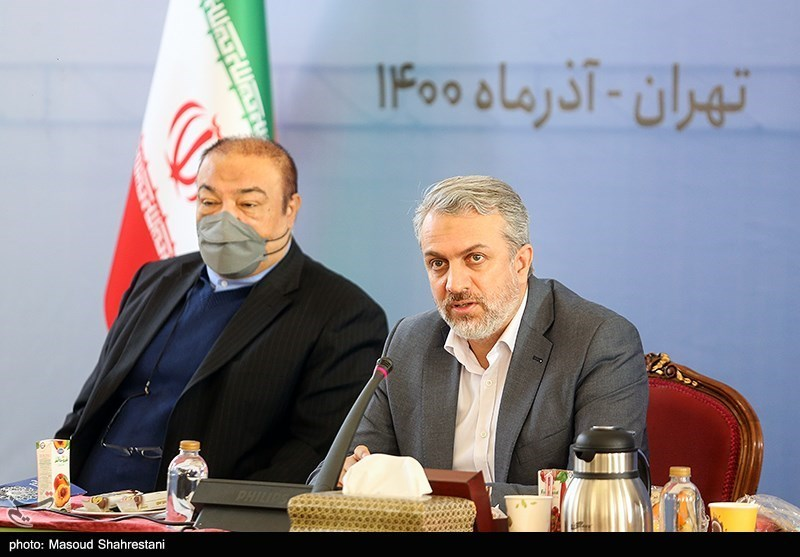
وزیر صمت در دولت سیزدهم در سال ۱۴۰۱ در چارت جدید وزارت صمت دفتر نظارت بر معادن را که کار نظارت بر ۱۰ هزار معدن پروانه‌دار بر عهده آن بود تعطیل کرده بود. سید صولت مرتضوی نیز در روزهای پایانی دولت سیزدهم اخذ گواهینامه صلاحیت ایمنی شرکت‌های پیمانکار متقاضی شرکت در مناقصه‌ها را لغو کرده بود که در دولت پزشکیان توسط عارف امضا شد.

دولت سیزدهم در دوران وزارت سید رضا فاطمی امین و در سال ۱۴۰۱ دفتر نظارت بر معادن را در چارت جدید وزارت صمت منحل کرده بود.

#### پیگیری هزینه کفن و دفن کارگران

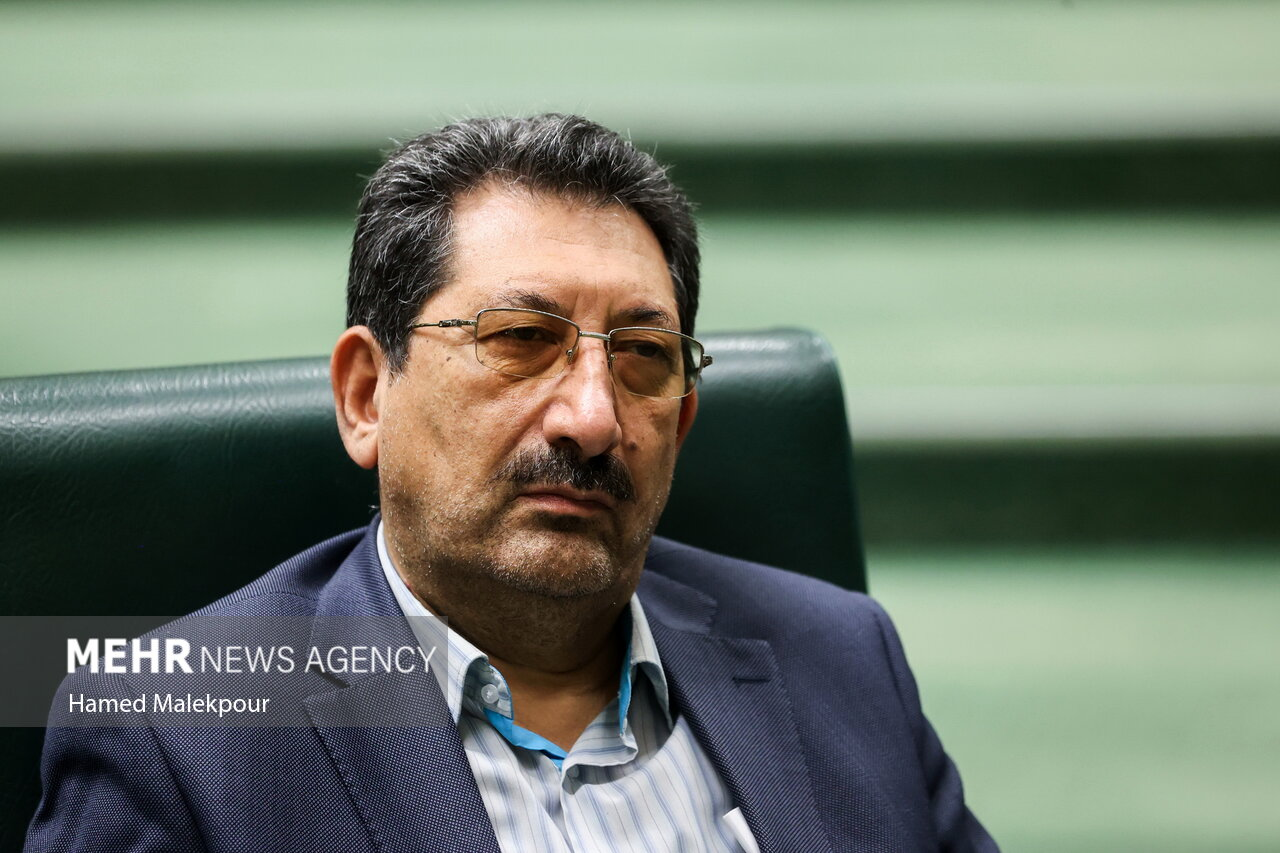
واکنش وزیر صمت سید محمد اتابک، وعده پیگیری هزینه کفن و دفن کارگران بود.

درحالی‌که گزارش‌ها متعددی پیرامون ایمن نبودن معدن و قصور شرکت معدنجو منتشر شده است، وزیر صنعت و معدن و تجارت سید محمد اتابک که در محل حاضر شده بود گفت: «هزینه کفن و دفن و بیمه متوفیان را تا رسیدن به نتیجه دنبال می‌کنیم.» تعارض منافع یکی از دلایل اصلی به نتیجه نرسیده رسیدگی به این حوادث است. اتابک عضو هیئت نمایندگان و نایب رئیس اتاق بازرگانی تهران از سال ۱۳۹۲ تا ۱۴۰۰ و رئیس انجمن صنفی کارفرمایان صنعت سیمان کشور و دارای سمت‌های متعدد دیگر بوده است. اتاق بازرگانی از لابی کنندگان اصلی علیه حقوق و منافع کارگران است.

### عملکرد وزارت کار

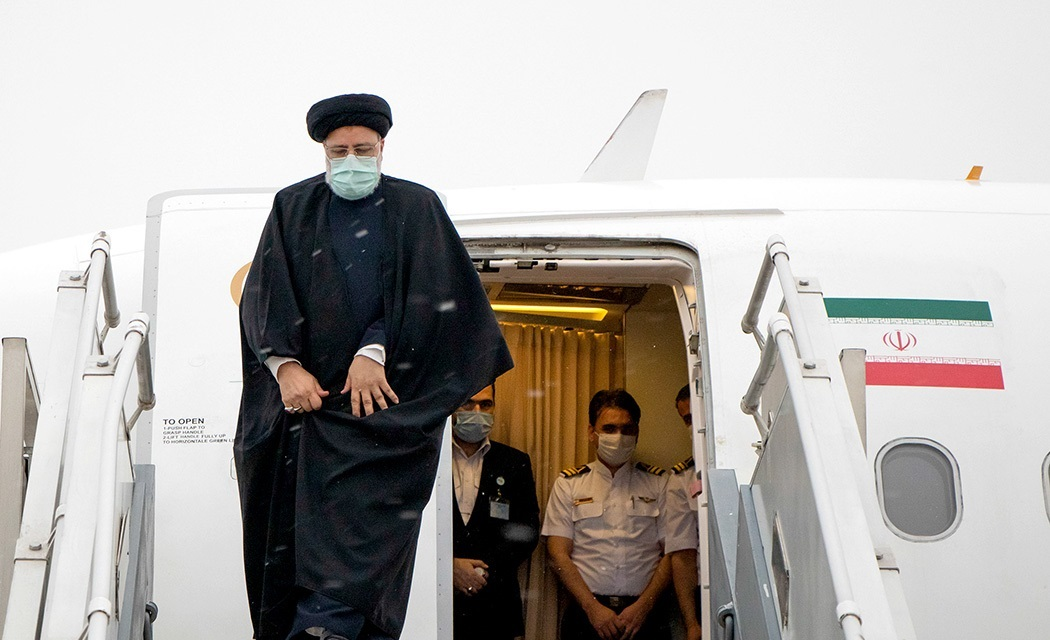
در سال شهریور ۱۴۰۰ ابراهیم رئیسی از معدن پرورده طبس بازدید کرد و با اعتراضات گسترده کارگران نسبت به شرایط خود و عملکرد پیمانکاران مواجه شد و دستوراتی صادر کرد که بهبود نسبی به‌وجود آورد.

#### سید صولت مرتضوی (وزیر کار دولت سیزدهم)
درحالی‌که در شرح وظایف وزارت کار اموری همچون «تنظیم مقررات و ضوابط، معیارها و توصیه نامه‌های ایمنی و استانداردهای کار و تعیین حداقل دستمزد سالیانه کارگران در شورای عالی کار و برنامه‌ریزی و نظارت بر اجرای قوانین کار، تعاون و ساختار نظام جامع رفاه و تأمین اجتماعی و سایر قوانین و مقررات ذی‌ربط» قید شده است سید صولت مرتضوی ضمن سرکوب دستمزد کارگران در سال‌های ۱۴۰۲ و ۱۴۰۳ و همزمان با درخواست‌های متعدد کارگران برای تجدید نظر در حداقل دستمزد سال ۱۴۰۲ که از سوی وی رد شد؛ به لابی به نفع سرمایه داران و پیمانکاران معادن زغال‌سنگ می‌پرداخت. بر اساس اطلاعات موجود در وبگاه انجمن زغالسنگ ایران (متعلق به سرمایه داران و پیمانکاران معادن زغالسنگ) سید صولت مرتضوی در دی ماه ۱۴۰۲ و در راستای لابی برای آنان به وزیر صمت نامه نوشته و خواستار گران شدن زغالسنگ شده است.
در ۱۹ شهریور ۱۴۰۰ سید ابراهیم رئیسی از معدن پرورده طبس بازدید کرد و با اعتراضات کارگران به وضعیت معیشت آنان تخلفات گسترده پیمانکاران در ارتباط با حقوق کارگر روشن‌تر شد. رئیسی دستور داد طی ۲۰ روز مشکلات کارگران حل شود. پیمانکار اقدام به تخریب نوسازی و بهسازی محل استراحت کارگران کرد. امام خبرگزاری کارگران ایران ایلنا نوشت که مشکل اصلی کارگران معادن و غیر معادن؛ ماهیت پیمانکاری این شرکتها می‌باشد. مدیرکل تأمین اجتماعی خراسان جنوبی در سال ۱۴۰۰ اعتراف کرد: «در حال حاضر بسیاری از کارفرمایان استان لیستی که به تأمین اجتماعی ارسال می‌کنند حقوق واقعی کارگر نیست که برای اصلاح این لیست‌ها در حال پیگیری هستیم… حقوق کارگران شرکت الماس مته زیر مجموعه معادن پروده طبس، معادل آنچه دریافت می‌کردند در لیست بیمه تأمین اجتماعی درج نمی‌شد که مقرر شد پیمانکار حقوق و دستمزد واقعی کارگران را لحاظ کند و این مهم نیز محقق شد و لیست‌ها اصلاح و حقوق جدید جایگزین شد.» 

##### خلاف واقع گویی دربارهٔ انفجار معدن طزره
۱۲ شهریورماه ۱۴۰۲ انفجار در معدن «رزمجای» طزره دامغان، ۶ کارگر را کشت. صولت مرتضوی به‌عنوان وزیر کار در محل حاضر شد و ادعا کرد که حادثه غیر مترقبه بوده است و برخلاف واقعیت ادعا کرد: «طبق گزارش ثبت شده ۲۰ دقیقه قبل از انفجار کارشناسان ایمنی معدن فاکتورهای سنجش را بررسی و همه چیز نرمال بوده است، با این شرایط به نظر می‌رسد که یک حادثه غیرمترقبه در این معدن رخ داده باشد.» برخلاف ادعاهای او یک کارشناس ایمنی معدن گفت: «اطلاع دقیق ندارم اما شنیده‌ها از منبع موثق حاکی از آن است که غلظت گاز متان زیاده شده و دستگاه هشدار دهنده هم از کار افتاده بود. از این‌رو، آژیر خطر زده نشده است.» ۲۶ اسفند دادگستری سمنان اعلام کرد: «کارفرمای معدن رزمجاه طزره دامغان به اتهام قتل غیرعمد در حادثه این معدن که به مرگ ۶ کارگر در شهریور ۱۴۰۲ منجر شد، به دلیل بی‌احتیاطی و بی‌مبالاتی حین کار، محکوم به سه سال حبس تعزیری شد. شرکت زغال‌سنگ البرز شرقی به عنوان متهم دیگر پرونده در جایگاه شخص حقوقی محکوم به پرداخت ۶ فقره دیه کامل مرد مسلمان در حق اولیای دم شد.» وی در نهایت مشتی وعده و عید همانند «بررسی گزارش‌های کارشناسی و بازدید از معدن طزره دامغان به منظور اندیشیدن تمهیدات برای جلوگیری از تکرار حادثه تلخ در این معدن در حال انجام است.» ارائه می‌کند. روزنامه جمهوری اسلامی پس از انفجار معدن طبس و وعده‌هایی که قبلاً داده شده بود نوشت: «افراد دیگری از نمایندگان مجلس و بعضی مسئولان اجرائی گفتند موارد ایمنی در معدن رعایت نشده بود و این واقعه ناشی از وجود نواقص موجود در کارگاه بوده است. هنوز هم گزارش روشنی از این ماجرا منتشر نشده و سؤال‌های زیادی بی‌جواب مانده‌اند.
- اینکه چرا سیستم تهویه خراب بود؟
- چرا داخل معدن فاقد تجهیزات ضدانفجار بود؟
- چرا معدنی با این عمق، دارای سیستم زه‌کشی نبود؟
- چرا گازسنجی انجام نشده بود؟
- چرا امکانات هشداردهنده هوشمند که حداقل ۱۰ دقیقه قبل از حادثه، آژیرها را به صدا درمی‌آورند در این معدن وجود نداشت؟
- و چرا تجهیزات کافی برای نجات دادن حادثه‌دیده‌ها در معدن وجود نداشت؟
اینها سؤال‌های جدیدی نیستند. هر وقت در یک معدن حادثه‌ای پیش می‌آید، همین سؤال‌ها هم مطرح می‌شوند و مسئولان وعده برطرف ساختن اشکالات و نواقص را می‌دهند ولی بعد از مدتی همه چیز مشمول فراموشی می‌شود. در مورد سیل به شکلی دیگر همین مشکل وجود دارد. در مورد زلزله هم همین‌طور و در مورد انفجارها و ناامنی‌ها هم بشرح ایضاً!»
در روزهای پایانی دولت سیزدهم و در دوران زوارت سید صولت مرتضوی مصوبه عدم اخذ گواهینامه صلاحیت ایمنی شرکت‌های پیمانکار متقاضی شرکت در مناقصه‌ها را تهیه کرده و دولت پزشکیان در هفتهٔ اول فعالیت خود آن را با امضای عارف (معاون اول) تأیید کرده بود.

#### احمد میدری (وزیر کار دولت کنونی)
طبق روال معمول وزارت کار به توجیه عملکرد شرکت معدنکار پرداختند و واکنشهایی بی‌حاصل و مشابه انفجار قبلی در معادن را تکرار می‌کنند.

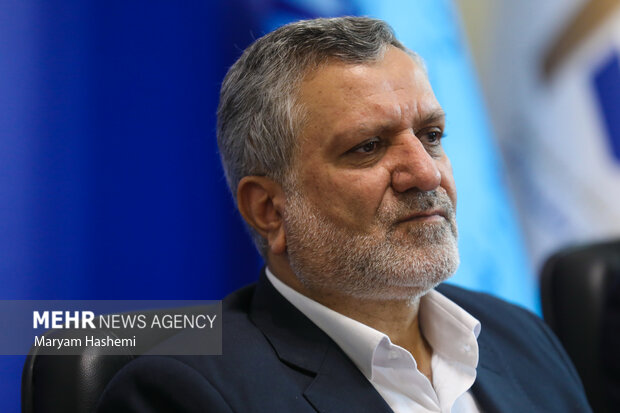
درحالی‌که صولت مرتضوی بعنوان وزیر کار مسئول رسیدگی به امنیت کارگران و حقوق آنان است، در نامه ای به وزیر صمت در دی ماه ۱۴۰۲ برای سرمایه داران و پیمانگاران معادن زغالسنگ لابی کرده و خواستار گران شدن زغالسنگ می‌شود. در همان سال با انفجار معدن زغالسنگ طزره ۶ کارگر کشته می‌شوند و وی ادعا می‌کند حادثه غیر مترقبه بوده است اما دادگاه سمنان پیمانکار را به دلیل بی احتیاطی و رعایت نکردن ضوابط محکوم می‌شناسد.

احمد میدری وزیر کار در اولین واکنش خود ادعا کرد: «این معدن تمام ضوابط ایمنی را را رعایت کرده و طبق بررسی‌های صورت گرفته به جز گروه تخصصی معدن، ماه گذشته نیز از معدن بازرسی لازم صورت گرفته و هیچ گونه مشکلی نداشته است.. یک اتفاق ناگهانی بوده و قطعاً هیچ قصوری در کار نبوده است؛ همانگونه که در پیشرفته‌ترین معادن دنیا نیز چنین اتفاقاتی رخ می‌دهد، اما با این حال بررسی‌های تخصصی ادامه خواهد داشت.» وزیر کار دولت قبلی (سید صولت مرتضوی) نیز واکنشی مشابهی را در انفجار معدن طرزه دامغان از خود بروز داده بود. اظهارت او در حالی است که معاون دادستان کل کشور بر وقوع تخلفات در معدن اشاره کرده بود. میدری همچنین ادعا کرد: «مستمری جانباختگان معدن طبس به فوریت برقرار می‌شود.» اظهارات او با انتقاد رسانه‌ها مواجه شد و سایت تابناک در مطلبی با عنوان «آقای میدری، فاصله‌تان با عباس آخوندی زیاد نیست/ فاصله حقوق معدنکاران آمریکا با طبس ۲۷۸ میلیون تومان ناقابل!» نوشت:
اظهارات وزیر کار در موضوع حادثه حزن‌انگیز طبس، فاصله چندان زیادی با اظهارات آخوندی، وزیر راه سابق، در ماجرای حادثه قطار تبریز-مشهد نداشت و چه بسا می‌توانست از آن هم پیشی بگیرد. میدری اما در قیاسی مع الفارق حوادث معدنی را اتفاقی عنوان کرد که در نقاط متعدد دنیا رخ می‌دهد و به گفته او، تا زمان ارائه صحبت‌هایش، تخلفی از هیچ فرد یا نهادی گزارش نشده است. او کشته شدن ده‌ها جوان کارگر کشور را یک حادثه عنوان کرد که در معادن دنیا بالاخره پیش می‌آید! همچنین اگر قرار بر انطباق دادن ماجرایی با ماجرایی دیگر باشد، باید همه جوانب را بررسی کرد؛ نه این که یک بخشی از ماجرا را گرفته و با همان یک بخش، به استنتاج منطقی و پذیرش آن از سوی جامعه امید بست. کافی است توجه کنید که حقوق ماهیانه عنوان شده برای کارگران طبس، ۱۲ میلیون تومان است. اما همین امروز و در بروزترین اطلاعات موجود و با نرخ دلار روز و با همان روش حداقلی تبدیل مبلغ مبدأ به ریال بر اساس نرخ خرید ارز مبدأ بانک، هر کارگر معدن در آمریکا معادل ۲۹۰میلیون تومان در هر ماه دستمزد دریافت می‌کند. این عدد با دلار ۶۰ هزار تومانی به بالای ۴۱۴ میلیون تومان نیز می‌رسد… در این شرایط، چه مقدار منطقی است که حادثه طبس را از حوادثی بدانی که شبیه به آن، در معادن دنیا رخ می‌دهد و چیز عجیبی نیست. آن وقت درحالی که
بازرسی‌های دقیق استارت نخورده، در جلسه‌ای رسمی از عدم تخلف در این داستان سخن بگویی.
برنامه دولت در حمایت از خانواده‌های داغدار و پرداختن به آنها یا ارائه مستمری فرد متوفی به بازماندگان و موضوعاتی از این دست، در چنین شرایطی، آنقدر مسئله ای الزامی است که اصلاً ضرورتی برای طرح ندارد و حداقل و کمینه وظایف به‌شمار می‌رود. چه برسد به این که بار منتی نیز از سوی دولت، بر این ماجرا تحمیل شود.

## واکنش‌ها

### داخلی
- سید علی خامنه‌ای، رهبر ایران در پیامی گفت: «حادثهٔ تلخ و اندوه‌بار، در معدن زغال‌سنگ در طبس را که در آن تعدادی از کارگران قربانی یا مصدوم شدند، به خانواده‌های این عزیزان و مردم آن منطقه تسلیت عرض می‌کنم. به مجموعهٔ امداد که از سوی مقامات دولتی برای کمک به محل حادثه رفته‌اند تأکید می‌کنم که بیشترین تلاش خود را مصروف نجات آنان کنند و برای کاهش ابعاد این مصیبت هر اقدام لازم را انجام دهند. رسیدگی فوری به وضع مصدومان نیز باید مورد اهتمام قرار گیرد.»[۴۴]
- مسعود پزشکیان، رئیس‌جمهور در ایکس نوشت: «خبر حادثه معدن معدنجوی طبس بسیار دردناک و تأثربرانگیز است. به هموطنانی که عزیزان خود را در این حادثه از دست دادند از صمیم قلب تسلیت می‌گویم و خود را شریک غم آنان می‌دانم. وزرای کار و صمت برای بررسی دقیق و رسیدگی به موضوع به طبس اعزام شده‌اند.»[۴۵]
- محمدباقر قالیباف، رئیس مجلس شورای اسلامی گفت: «حادثه معدن طبس عمیقاً قلب ما و ملت شریف ایران را به درد آورده است. هیچ کارفرما یا مسئولی حق ندارد هر سطحی از حوادث دردآور این چنینی را اقتضای کار یا غیرقابل اجتناب بداند. کمیسیون صنایع مجلس و آقای نیکزاد به عنوان نماینده ویژه اینجانب به همراه نماینده طبس در میدان در روند تصمیم‌گیری‌ها و فرایند امدادرسانی نظارت کرده و گزارش دقیق از علل وقوع حادثه تهیه خواهند کرد؛ در این زمینه بدون کوچک‌ترین مماشات به نمایندگان ملت و مردم شریف ایران گزارش خواهیم داد. آیین‌نامه ایمنی در معادن مصوب سال ۱۳۹۱ زینتی و صوری نیست و باید مو به مو و با دقت رعایت شود. مجلس و قوه قضاییه پاسدار رعایت قانون هستند و در این زمینه سخت‌گیرانه برخورد خواهند کرد؛ حق اولیه کارگر، کار در شرایط ایمن و استاندارد است و هیچ بهانه‌ای برای زیرپا گذاشتن این حق مسلم وجود ندارد. به خانواده‌های عزیز معدنچی‌های جان‌باخته صمیمانه تسلیت و تعزیت می‌گویم.»[۴۶]
- غلامحسین محسنی اژه‌ای، رئیس وقت قوه قضائیه ضمن تسلیت حادثه معدن طبس خاطر نشان کرد: «مسئولان و دستگاه‌های ذیربط باید آسیب‌شناسی دقیقی به عمل آورند که دیگر شاهد تکرار این قبیل حوادث ناگوار نباشیم. بعضاً در وقوع این حوادث تلخ، سهل‌انگاری‌ها نقش دارند و به‌واسطه عدم لحاظ تدابیر ایمنی و سهل‌انگاری‌هایی، جان چند فرد زحمتکش که در اعماق زمین در شرایط سخت، مشغول کار و تلاش هستند گرفته می‌شود. در حادثه تلخ به وقوع پیوسته در معدن زغال‌سنگ طبس، نظام مهندسی معدن، مسئولیت دارد و باید به دقت بررسی و رسیدگی شود که آیا این بخش، وظایف و مسئولیت‌های خود را در حوزه اطمینان از رعایت اصول ایمنی در معدن زغال‌سنگ طبس، به درستی انجام داده است یا خیر؟ قطعاً چنانچه قصور یا تقصیری در این عرصه به وقوع پیوسته باشد، با جدیت رسیدگی و برخورد خواهد شد. مسئولان ذیربط قضایی در استان خراسان جنوبی و در مرکز، با جدیت مشغول بررسی موضوع هستند و چنانچه هر بخشی اعم از مدیریت معدن زغال‌سنگ طبس یا نظام مهندسی معدن، مرتکب قصور یا تقصیر شده باشند، رسیدگی‌ها و برخوردهای مقتضی به عمل خواهد آمد.»[۴۷]
- حسین سلامی، فرمانده‌کل سپاه طی پیامی آمادگی سپاه پاسداران انقلاب اسلامی برای هرگونه کمک در احیای محل کار کارگران حادثه معدن در طبس را اعلام کرد.[۴۸]
- محمدرضا عارف، معاون اول ریاست جمهوری طی پیامی ضمن تسلیت این حادثه گفت: «به‌یقین با پیگیری‌های مجدّانه باید راه را بر تکرار این اتفاق‌های ناگوار و جانسوز بست و با اهمال‌کاران و خاطیان احتمالی این حادثه نیز برخورد قانونی صورت گیرد.»[۴۹]
- محمدرضا فرزین، رئیس‌کل بانک مرکزی در پیامی جان‌باختن جمعی از کارگران معدن زغال‌سنگ طبس را تسلیت گفت و با خانواده‌های داغدار ابراز همدردی نمود و از اعلام آمادگی شبکه بانکی برای کمک به خانواده معدنکاران درگذشته خبر داد.[۵۰]
- علیرضا زاکانی، شهردار وقت تهران در پیامی ضمن تسلیت این حادثه اعلام کرد: «در لبیک به فرمان رهبر عزیزتر از جانمان، شهرداری تهران آمادگی همه‌جانبه خود را برای همکاری با تیم‌های امدادی در صورت لزوم و نیاز اعلام می‌دارد.»[۵۱]
- سید احمد علم‌الهدی، امام جمعه مشهد گفت: «اگر تجهیزات کافی ندارید‏، معدن راه نیندازید تا نداشتن تجهیزات شما به قیمت جان دیگران تمام نشود. نمی‌شود بگویند تحریم هستیم و تجهیزات نیست‏. متأسفانه تحریم بهانه‌ای شده تا عده‌ای ناکارآمدی خود را به پای آن بنویسند. در کشورمان هیچ گونه فناوری نیست که از عهده عزیزان فناور و دانشمند علمی این مملکت برنیاید. امروز عزیزان ما به تسلیحات با فناوری بالا دست پیدا کرده‌اند که پیش از این تنها در انحصار یک یا دو کشور بود. آن وقت تجهیزات معدن را نمی‌توانند ایجاد کنند؟»[۵۲]
- دیوارنگاره میدان ولیعصر (که توسط سازمان اوج طراحی می‌شود) پس از این حادثه به طرحی گرافیکی تغییر کرد. بر این دیوارنگاره که نقش تونلِ معدن و شمع‌های روشن را بر خود دارد، نوشته شده است که «دل ما معدنِ درد است و نفَس شعله آه…»[۵۳]
- خبرگزاری تسنیم (نزدیک به سپاه پاسداران) در گزارشی، کارگران معدنچی را «قهرمانان گمنام اقتصاد» نامید و نوشت: «آنان با دستان زِبر و چشمان پر از خاک و غبار، به قلب اقتصاد کشور جان می‌بخشند و با هر قدمی که در عمق زمین برمی‌دارند، ستون‌های اقتصادی جامعه را استوارتر می‌کنند.»[۵۴]

### خارجی
- ترکیه: وزارت امور خارجه ترکیه در اطلاعیه‌ای اعلام کرد: «برای جان‌باختگان این حادثه از خداوند طلب رحمت، برای مجروحان شفای عاجل مسئلت داریم و به مردم ایران تسلیت می‌گوییم. همچنین امیدواریم افرادی که در معدن محبوس شده‌اند، هر چه سریع‌تر نجات یابند.»[۵۵]
- مصر: سخنگوی رسمی وزارت امور خارجه و مهاجرت مصر، با ابراز تأسف عمیق از این حادثه، ضمن ارسال پیام تسلیت به خانواده‌های قربانیان، برای مجروحان این حادثه نیز شفای عاجل آرزو کرد. وزارت امور خارجه مصر همچنین تأکید کرد که در کنار دولت و ملت ایران در این لحظات دشوار ایستاده و همدردی صمیمانه خود را اعلام می‌دارد.[۵۶]
- افغانستان: وزارت امور خارجه طالبان در بیانیه‌ای این «واقعه غم‌انگیز» را به خانواده قربانیان تسلیت گفت. در این بیانیه آمده است: «امارت اسلامی افغانستان همدردی خویش را با مردم و حکومت ایران ابراز کرده و برای جان باختگان آرزوی مغفرت الهی دارد.»[۵۷]
- قطر: شیخ تمیم بن حمد آل ثانی، امیر قطر در پیامی خطاب به مسعود پزشکیان رئیس‌جمهور ایران، جان‌باختن کارگران در حادثه انفجار در معدن زغال‌سنگ را تسلیت گفت و برای مجروحان آرزوی شفای عاجل کرد.[۵۸]
- ارمنستان: نیکول پاشینیان، نخست‌وزیر جمهوری ارمنستان در ایکس نوشت: «با شنیدن خبر انفجار در معدن زغال‌سنگ در خراسان ایران بسیار متأثر شدم. عمیق‌ترین تسلیت‌هایم را به خانواده‌های قربانیان ابراز می‌کنم و امیدوارم مجروحان به سرعت بهبود یابند.» آرارات میرزویان، وزیر امور خارجه جمهوری ارمنستان در ایکس نوشت: «ارمنستان با شنیدن خبر دلخراش انفجار معدن زغال‌سنگ در خراسان ایران که به جان باختن ده‌ها نفر منجر شد، اعلام همبستگی می‌کند. با خانواده‌های داغدار همدردی می‌کنم و برای مجروحان آرزوی بهبودی سریع دارم.»[۵۹]
- بلاروس: الکساندر لوکاشنکو، رئیس‌جمهور بلاروس در پیامی خطاب به مسعود پزشکیان، رئیس‌جمهور ایران این حادثه را تسلیت گفت. او در پیام خود در این ارتباط نوشت: «عمیق‌ترین تسلیت‌های خود را به خانواده قربانیان ابراز می‌دارم و آرزوی بهبودی سریع مجروحان را دارم.»[۶۰]
- مجموعه سندیکایی فرانسه، شامل ۵ اتحادیه کارگری این کشور طی صدور بیانیه‌ای «فاجعه معدن طبس» و قتل‌عام ۵۲ کارگر در اثر انفجار را محکوم کردند. آنها دولت را در بروز این حادثه مسئول دانسته و همبستگی خود را با معدنچیان و خانواده‌های آنها اعلام کردند. در این بیانیه نوشتند که: «بر اساس مقاوله‌نامه‌های سازمان بین‌المللی کار، دولت و کارفرمایان بخش خصوصی موظف به تأمین ایمنی و حفاظت از جان کارگران در محل کار هستند.»[۶۱]